# Koulountou
Koulountou (fra. Rivière Koulountou) je rijeka u Senegalu i Gvineji. Pritok je rijeke Gambije.
Izvor rijeke je visoravan Fouta Djallon u sjevernoj Gvineji. Većim dijelom svog toka rijeka teče kroz južni Senegal.
Naselja na rijeci uključuju Nadjaf Al Ashraf u okrugu Vélingara, regija Kolda, Senegal.